# 木村直巳
木村 直巳（きむら なおみ、1962年9月17日 - ）は、日本の男性漫画家。千葉県佐倉市出身。

## 来歴・人物
1978年、「マンガ少年」新人賞佳作入選。同誌に掲載された受賞作『最後の妖精』で15歳でデビュー。
高校卒業と同時に、本格的に漫画活動を開始。完成度の高い画面と存在感あふれるキャラクターを描き好評を博す。
2003年に『てんじんさん』で第7回文化庁メディア芸術祭マンガ部門優秀賞を受賞した。
「マンガジャパン」世話人。日本漫画家協会会員。まんが王国とっとり国際マンガコンテスト審査員。大阪芸術大学客員教授。

## 作品リスト
作品名50音順。
- 大正麻雀浪漫 あさすずめ （近代麻雀オリジナル1987年2月号～1988年1月号、竹書房）
- 青色浪漫 （ヤングマガジン1981年8月3日号、講談社）
- いとげない逃走 （コミックMomoco、1986年6月5日号、学研）
- イリーガル （原作：工藤かずや、ビッグコミック1997年8月25日号～2001年12月25日号、小学館）
- 円空―魂の形を求めつづけた旅人 （構成：里中満智子）
- 大空浪漫 （ヤングマガジン1981年10月5日号～1983年2月21日号、講談社）
- お嬢しませう! （コミックWOO、サンケイ出版）
- オフィスウォーカー （ビッグコミック増刊号2001年12月17日号、小学館）
- 朧-OBORO- （原作：香川まさひと、コミックガンボ、デジマ）
- オン！ （ヤングマガジン1981年9月14日増刊号、講談社）
- 監察医 朝顔 （原作：香川まさひと、監修：佐藤喜宣、週刊漫画サンデー、実業之日本社）[1]
- カラスKARASU（グランドチャンピオン、秋田書店）
- 北の狼 （近代麻雀オリジナル1988年3月号～10月号、竹書房）
- 吟遊詩人の恋 （ヤングマガジン1981年9月14日増刊号、講談社）
- 喧嘩組（原作：生田正、ヤングキング、少年画報社）
- 原野へ （少年マガジンスペシャル増刊1979年9月15日号、講談社）
- 小雪鬼 （月刊マンガ少年1981年4月号、朝日ソノラマ）
- 子供たちの時間 （眠れぬ夜の奇妙な話1992年、朝日ソノラマ）
- 最後の妖精 （月刊マンガ少年1978年5月号、朝日ソノラマ）
- 殺気ゆえ （原作：不動チカラ、近代麻雀ゴールド1996年7月号～1998年2月号、竹書房）
- 殺手 （ビッグコミックONE、小学館）
- さよならインプ （月刊マンガ少年1979年11月号、朝日ソノラマ）
- 白色浪漫 （ヤングマガジン1981年6月1日号、講談社）
- 新おみやさん （原作：石ノ森章太郎、脚本：香川まさひと、ビッグコミック増刊号2008年10月17日号～2011年6月17日号、小学館）
- スズメちゃんららばい （DUO1981年9月号～11月号、朝日ソノラマ）
- STILL NIGHT（「近代麻雀ゴールド」1987年6月22日増刊号、「近代麻雀EX」1989年12月17日増刊号、竹書房）
- 雪鬼村 （眠れぬ夜の奇妙な話1991年、朝日ソノラマ）
- 銭形平次捕物控（原作：野村胡堂、漫画時代劇、ガイドワークス2017年8月20日発行～2023年５月８日発売号）
- ダークキャット （ハロウィン1987年6月号～1992年11月号、朝日ソノラマ）
- ダブルフェイス （闘牌原作：土井泰昭、別冊近代麻雀、近代麻雀オリジナル、竹書房）
- ダンデ・ライオン （脚本：若桑一人、ビッグコミック、小学館）
- ヂャンギリぽんぽん （ヤングマガジン、講談社）
- 天涯の武士 （コミック乱ツインズ、リイド社）
- てんじんさん （原案協力：西園寺英、漫画アクション2002年9月3日号～10月15日号、双葉社）
- 東京零度（Web Magazine KATANA、イーブックイニシアティブジャパン、2014年8月～連載）
- 日暮里とんぼ連 （ヤングキング、少年画報社）
- 白亜紀の少年 （週刊少年マガジンヤング別冊1980年初夏号）
- 光の中のボク （月刊マンガ少年1980年5月増刊号、朝日ソノラマ）
- 丙（ひのえ）（『ビッグコミック増刊号』にて若桑一人との共同連載）
- ビッグショット （原作：西ゆうじ、漫画サンデー2004年1月6･13日合併号～6月1日号、実業之日本社）
- 夫婦めし（原作：香川まさひと、思い出食堂No.48 - No.68、少年画報社）
- プロジェクトX 挑戦者たち『日米逆転! コンビニを作った素人たち』『日本初のマイカー てんとう虫町をゆく』（発行：宙出版）
- 放課後のチャンプ (漫画アクションオリジナル増刊　1991年5月23日号、双葉社)
- 放課後の拳銃 （原作：香川まさひと、漫画サンデー2012年4月17日号～7月17日号、実業之日本社）
- ボクによろしく！ （グランドチャンピオン1992年1号～10号、秋田書店）
- ボクネン童子 （ヤングマガジン1984年2月6日号）
- ポーポ （マンガ奇想天外1981年冬の号、奇想天外社）
- マンガ中村天風　（原作:遠藤明範、講談社、描き下ろし全4巻）